# La fanciulla del West
La fanciulla del West (título original en italiano; en español, La chica del Oeste) es una ópera en tres actos con música de Giacomo Puccini y libreto en italiano de Guelfo Civinini y Carlo Zangarini, basado en una pieza de David Belasco. Su estreno, muy publicitado, aconteció en la ciudad de Nueva York en 1910. Fanciulla siguió a Madama Butterfly, que también estaba basada en una obra de Belasco. La ópera tiene menos números brillantes de los que son característicos en otras obras de Puccini, pero es admirada por su impresionante orquestación y por una partitura que esta más integrada melódicamente que lo que era típico en su obra anterior. Fanciulla muestra la influencia de la obra de Claude Debussy y Richard Strauss sin ser en modo alguno una imitación.

## Historia
La fanciulla del West fue un encargo del Metropolitan Opera en Nueva York. Allí fue estrenada el 10 de diciembre de 1910 con las estrellas del Met Emmy Destinn (Minnie) y Enrico Caruso (Dick Johnson). También integraba el reparto Pasquale Amato como Jack Rance. El director musical del Met, Arturo Toscanini dirigió la orquesta. Era el primer estreno mundial de una ópera en el Met, y fue recibido con éxito en los Estados Unidos. Sin embargo, nunca fue tan popular en Europa, excepto quizás en Alemania. Allí disfrutó de un estreno triunfal en la Ópera Alemana de Berlín en marzo de 1913, bajo la dirección musical de Ignatz Waghalter.
Se estrenó al año siguiente (1911) en Londres, el 29 de mayo en Covent Garden Theatre; en Melbourne el 11 de junio en Her Majesty's Theatre; Roma, el 12 de junio en el Teatro Costanzi; y el Teatro Colón (Buenos Aires) el 25 de julio.
En 1915, Cecil B. DeMille dirigió un film mudo sobre la ópera: The Girl of the Golden West.
Aunque se representa con frecuencia, nunca tanto como otras obras del compositor. Esta ópera sigue en el repertorio, aunque no está entre las más representadas; en las estadísticas de Operabase aparece la n.º 100 de las cien óperas más representadas en el período 2005-2010, siendo la 37.ª en Italia y la novena de Puccini, con 35 representaciones. El Met presentó la obra en su temporada 2010/11 para celebrar el 100.º aniversario de su estreno.

## Personajes
| Personaje                                     | Tesitura     | Reparto el 10 de diciembre de 1910 Director: Arturo Toscanini |
| --------------------------------------------- | ------------ | ------------------------------------------------------------- |
| Minnie (joven propietaria del bar "La Polka") | soprano      | Emmy Destinn                                                  |
| Dick Johnson (bandido, alias Ramerrez)        | tenor        | Enrico Caruso                                                 |
| Jack Rance (Sheriff)                          | barítono     | Pasquale Amato                                                |
| Nick (empleado de "La Polka")                 | tenor        | Albert Reiss                                                  |
| Ashby (agente de la Wells Fargo)              | bajo         | Adamo Didur                                                   |
| Sonora (minero)                               | barítono     | Dinh Gilly                                                    |
| Trin (minero)                                 | tenor        | Angelo Badà                                                   |
| Sid (minero)                                  | barítono     | Giulio Rossi                                                  |
| Bello (minero)                                | barítono     | Vincenzo Reschiglian                                          |
| Harry (minero)                                | tenor        | Pietro Audisio                                                |
| Joe (minero)                                  | tenor        | Glenn Hall                                                    |
| Happy (minero)                                | barítono     | Antonio Pini-Corsi                                            |
| Jim Larkens (minero)                          | bajo         | Bernard Bégué                                                 |
| Billy Jackrabbit (indio piel roja)            | bajo         | Georges Bourgeois                                             |
| Wowkle (india piel roja)                      | mezzosoprano | Marie Mattfeld                                                |
| Jack Wallace (cantor ambulante)               | barítono     | Andrés de Segurola                                            |
| José Castro (bandido)                         | bajo         | Edoardo Missiano                                              |
| Un jinete del Pony Express                    | tenor        | Lamberto Belleri                                              |
| Mineros e integrantes del campamento minero.  |              |                                                               |

## Argumento
Tiempo:1849 a 1850.
Lugar: Un campamento minero en las altas montañas de la Sierra Madre en California.

### Acto I
En el interior del Polka Saloon
La "chica" que da nombre al título es Minnie, dueña de un bar de California en el lejano oeste. Un grupo de mineros juegan a las cartas y descubren que Sid está haciendo trampas y quieren atacarlo. El sheriff Jack Rance acalla la pelea y saca dos cartas de la chaqueta de Sid, como signo de que es un tramposo.
Un agente de la Wells Fargo, Ashby, entra y anuncia que está persiguiendo al bandido Ramírez y su banda de mexicanos. Rance brinda por Minnie, la dueña del salón, como su futura esposa, lo que pone celoso a Sonora. Los dos hombres empiezan a luchar. Rance saca su revólver pero en ese momento, suena un disparo y Minnie está cerca de la barra con un rifle en sus manos ("¡Hola, Minnie!"). 
Entra un extranjero al salón y pide whisky y agua. Se presenta como Dick Johnson de Sacramento, a quien Minnie ya conocía. Johnson invita a Minnie a bailar con él y ella acepta. Enfadado, Rance los mira.
Ashby regresa con un miembro de la banda de Ramírez, Castro. Al ver a su líder, Johnson, en el salón, Castro está conforme en guiar a Rance, Ashby y los mineros en busca de Ramírez, y el grupo entonces le sigue por una pista falsa. 
Minnie muestra a Johnson el cofre de oro que ella y los mineros se turnan en guardar por la noche y Johnson le asegura que el oro estará a salvo allí. Antes de abandonar el salón, promete visitarla en su cabaña. Se confiesan su amor. Minnie empieza a llorar, y Johnson la consuela antes de marcharse.

### Acto II
Casa de Minnie, en la tarde de ese día
Johnson entra en la cabaña de Minnie y ella le cuenta todo sobre su vida. Se besan y Minnie le pide que se quede hasta la mañana. Johnson se esconde, cuando entran buscando a Ramírez revelando a Minnie que Johnson es el bandido Ramírez. Enfadada, ella le ordena que se marche. Después de irse, Minnie oye un disparo y así sabe que han disparado a Johnson. Johnson entra herido y Minnie lo esconde en el desván. Rance entra en la cabaña de Minnie buscando al bandido y va a abandonar la búsqueda de Johnson cuando caen en su mano gotas de sangre. Rance fuerza a Johnson a bajar. Minnie desesperada hace una oferta a Rance: si ella lo derrota al póker, él dejará que Johnson marche libre; si Rance gana, ella se casará con él. Escondiendo algunas cartas en sus medias, Minnie hace trampas y gana. Rance cumple el acuerdo y Minnie se arroja sobre Johnson, que está inconsciente en el suelo.

### Acto III
En el gran bosque californiano al amanecer, algún tiempo después
Johnson huye de nuevo, pero finalmente es capturado por los mineros. Rance y los mineros quieren colgar a Johnson. Johnson acepta la sentencia y sólo pide a los mineros que no le cuenten a Minnie su captura y su destino (Ch'ella mì creda libero - "Que ella me crea libre"). Minnie llega, armada con una pistola, justo antes de la ejecución y se lanza delante de Johnson para protegerlo. Mientras Rance intenta proceder, los mineros deciden que le deben demasiado a Minnie como para matar al hombre que ama. Esto no le gusta a Rance pero finalmente también cede. Sonora desata a Johnson y lo libera. Los mineros se despiden de Minnie (Le tue parole sono di Dio). Minnie y Dick Johnson se marchan de California para iniciar una nueva vida juntos.

## Discografía
| Año        | Elenco (Minnie, Dick Johnson, Jack Rance)             | Director                                               |
| ---------- | ----------------------------------------------------- | ------------------------------------------------------ |
| 1950       | Carla Gavazzi, Vasco Campagnano, Ugo Savarese         | Arturo Basile, RAI                                     |
| 1954/15/06 | E.Steber, Mario del Monaco, Gian Giacomo Guelfi       | Dimitri Mitropoulos, Teatro Maggio Musicale Fiorentino |
| 1956       | Gigliola Frazzoni, Franco Corelli, Tito Gobbi         | Antonino Votto, Teatro alla Scala                      |
| 1957       | Gigliola Frazzoni, Mario Del Monaco, Tito Gobbi       | Antonino Votto, Teatro alla Scala                      |
| 1958       | Renata Tebaldi, Mario del Monaco, Cornell MacNeil     | Franco Capuana, Santa Cecilia Academy                  |
| 1958       | Birgit Nilsson, João Gibin, Andrea Mongelli           | Lovro von Matačić, Teatro alla Scala                   |
| 1963       | Antonietta Stella, Gastone Limarilli, Anselmo Colzani | Oliviero de Fabritiis, NHK Symphony Orchestra Tokyo    |
| 1977       | Carol Neblett, Plácido Domingo, Sherrill Milnes       | Zubin Mehta, Royal Opera House                         |
| 1982       | Carol Neblett, Plácido Domingo, Silvano Carroli       | Nello Santi, Royal Opera House                         |
| 1991       | Eva Marton, Dennis O'Neill, Alain Fondary             | Leonard Slatkin, Munich Radio Symphony Orchestra       |
| 1991       | Mara Zampieri, Plácido Domingo, Juan Pons             | Lorin Maazel, Teatro alla Scala                        |
| 1992       | Barbara Daniels, Plácido Domingo, Sherrill Milnes     | Leonard Slatkin, Metropolitan Opera                    |

## Otras influencias
La melodía de la canción de Jake Wallace cerca del comienzo del primer acto se deriva de dos canciones en una colección de melodías Zuni "grabadas y armonizadas" por el etnomusicólogo Carlos Troyer, publicadas en 1909. Puccini conoció esta publicación en un esfuerzo para encontrar auténtica música nativa estadounidense para Wowkle, pero terminó usándolo para Jake Wallace en vez. (Varios libros sobre Puccini repiten la pretensión de Mosco Carner que la canción se basa en "Old Dog Tray" de Stephen Foster; no es así.)
Una frase cantada en el clímax por Johnson, "Quello che tacete", cerca del final del primer acto, tiene un fuerte parecido con una frase similar en la canción del Fantasma, "The Music of the Night", en el musical de Andrew Lloyd Webber (1986) El fantasma de la ópera. Algunos oyentes han citado esto como una evidencia de que Webber copió a Puccini. Tras el éxito del Fantasma, los herederos de Puccini demandaron a Webber por plagio, pero la demanda fue arreglada fuera de los tribunales sin que trascendieran los detalles.